# クリシェ・ヴェール
クリシェ・ヴェール（フランス語:Cliché verre:ガラス印刷版の意味、ドイツ語では Glasklischeedruck または Diaphanradierung）は写真技術の創成期の19世紀に発明された印刷技術の一つで、写真と版画の結合した技術である。19世紀の半ばにフランスで一時流行し、また後年この技法を試みる芸術家も現れた。

## 概要
クリシェ・ヴェールというのは、透明なガラス板全面に、光を通さない皮膜の層を作り、その皮膜の層を刃物などで削り取って、光を通す部分で図像を描いて、版画でいう版を作り、版画が版にインクを塗って、紙に図像を転写する代わりに、ガラスの版に印画紙を密着させた状態て、印画紙を感光させて、その後印画紙を現像させて作品を複製する手法である。ガラス版の製作は比較的容易であるが、良い品質の複製を得るための露光と現像は熟練した技術を必要とした。
フランス、特にバルビゾン派の間で短い間流行した。この技法で作品を作った画家にはジャン＝バティスト・カミーユ・コローや、シャルル＝フランソワ・ドービニーがいた。20世紀に入って、ブルーノ・シュルツらがこの技法を再び試みた。イギリスでも、イギリスにおける写真の先駆者タルボットによって王立協会に技術が紹介され、ジェームス・ティビッツ・ウィルモア（James Tibbits Willmore）やハヴェル（William Havell）といった画家、版画家が製作したとされる。

## クリシェ・ヴェールの作品

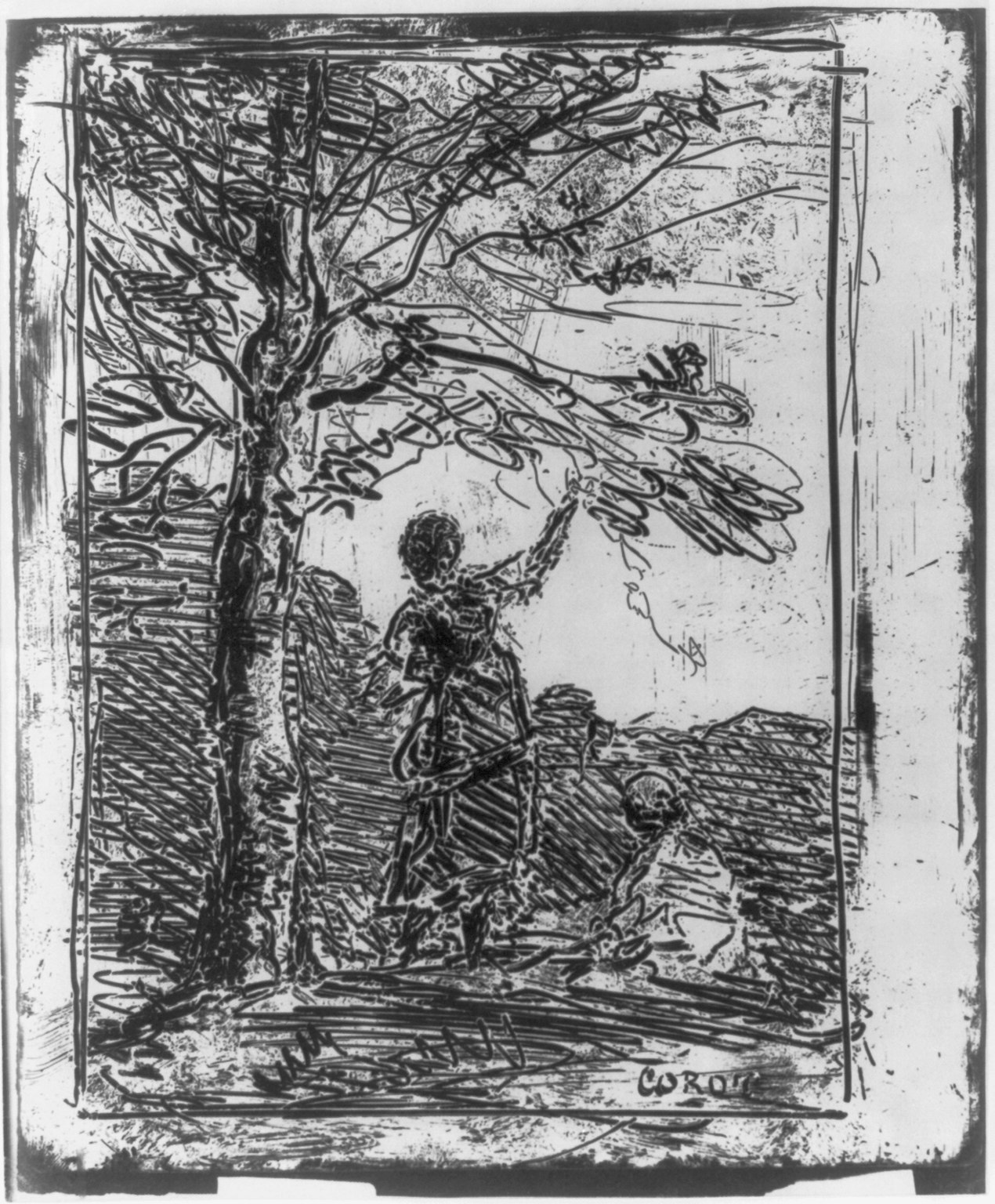
Young Girl and Death (作)コロー
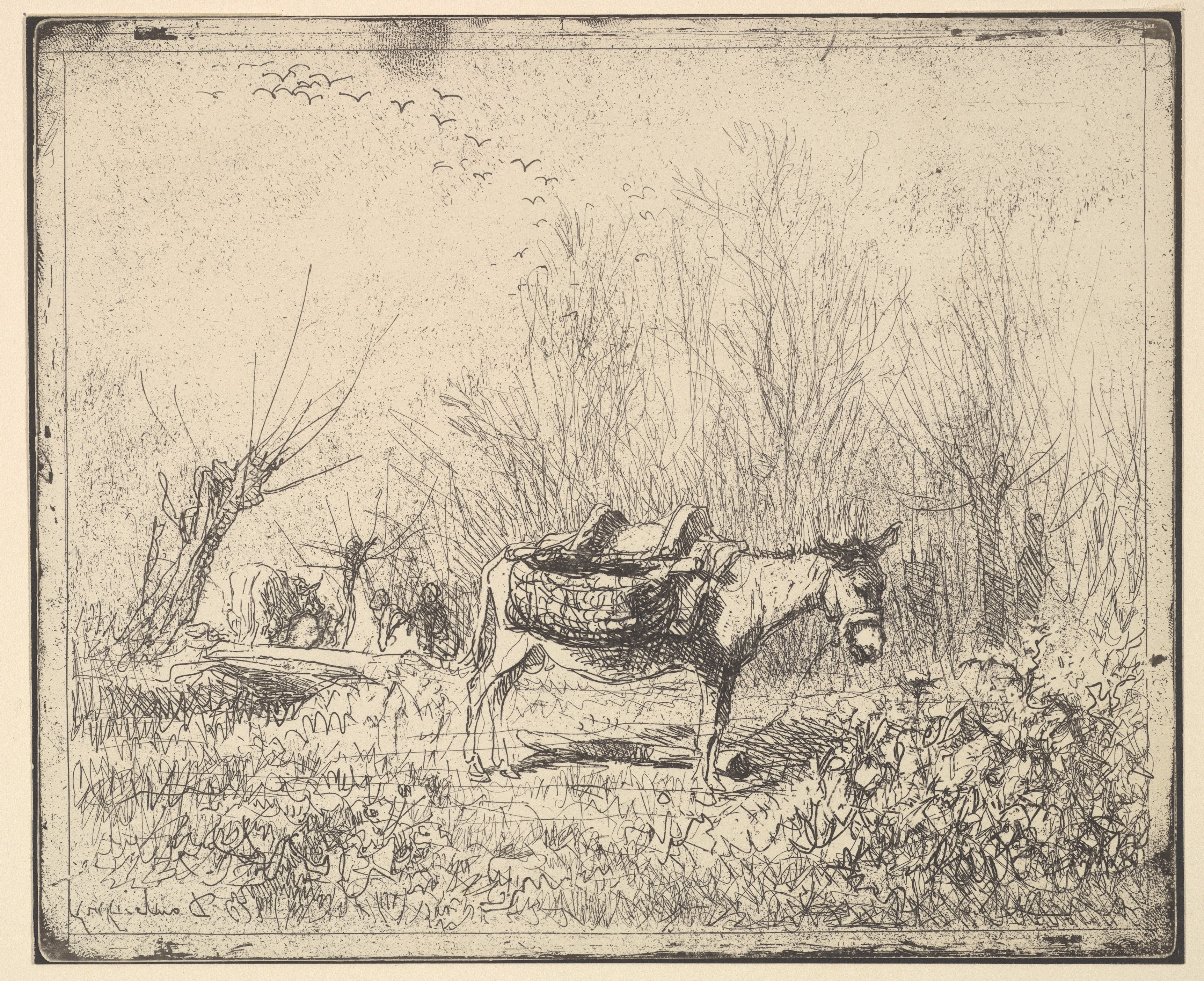
Donkey (作)ドービニー
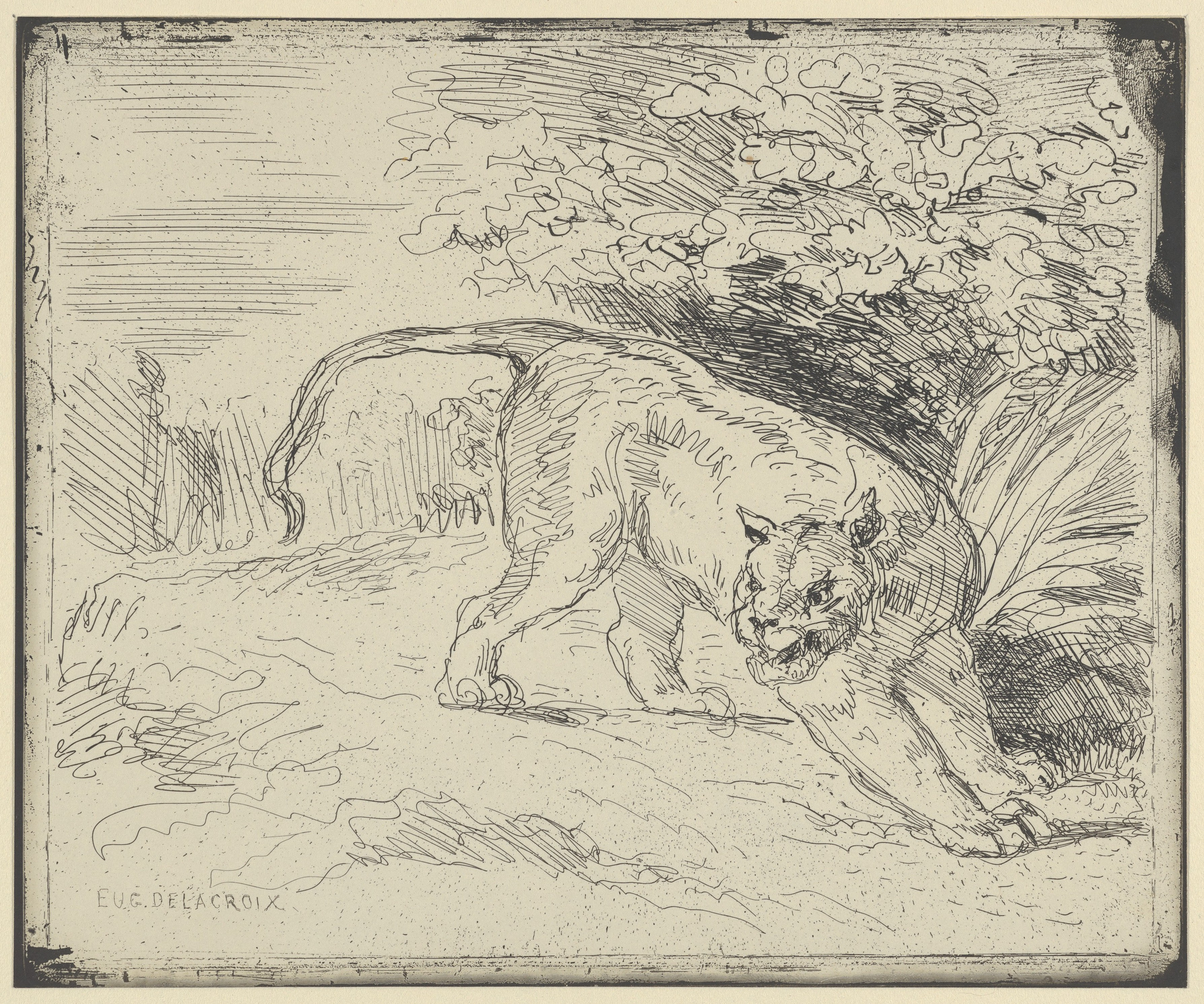
Tiger at a Standstill (作)ウジェーヌ・ドラクロワ
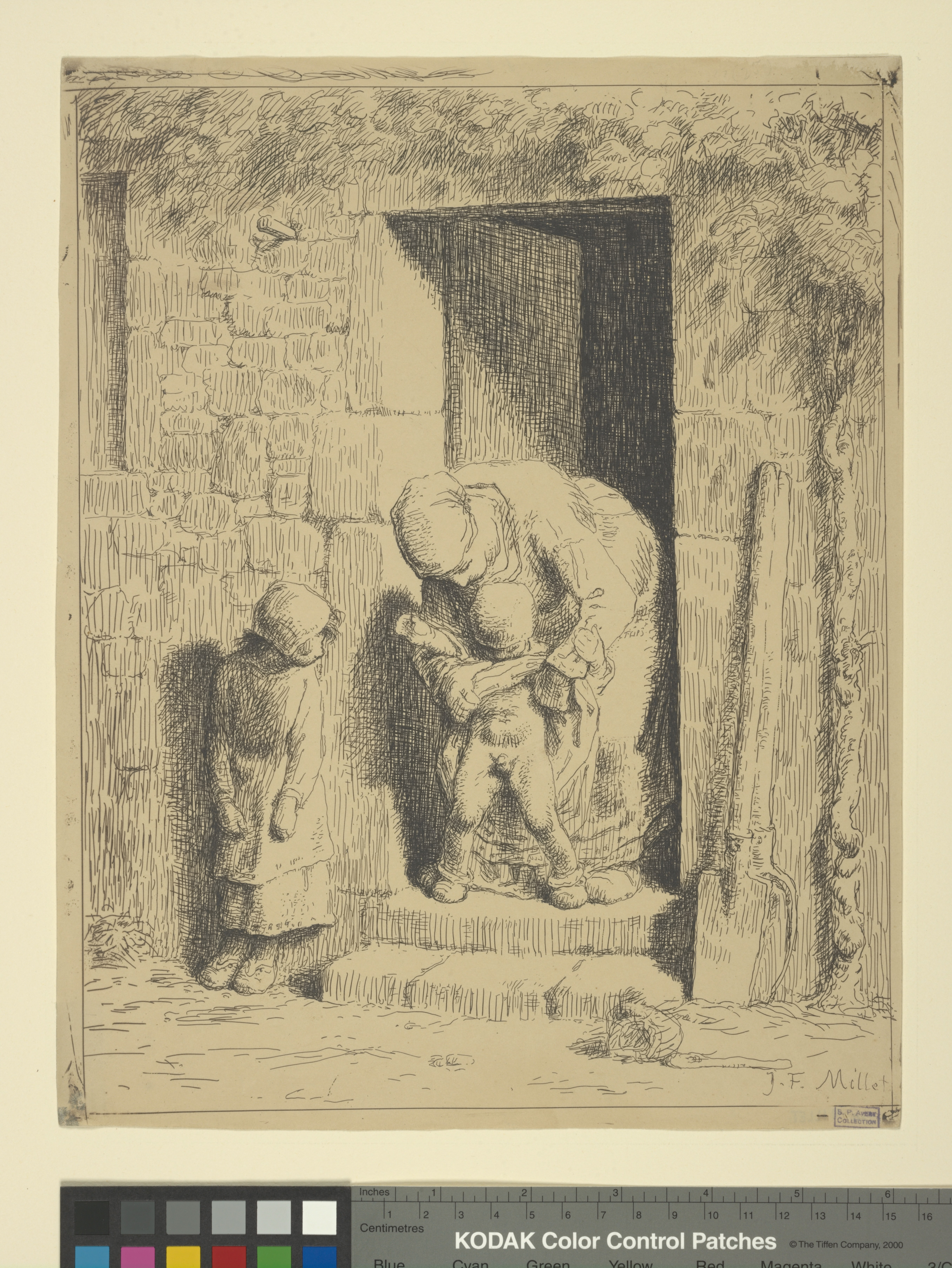
(作)ジャン＝フランソワ・ミレー
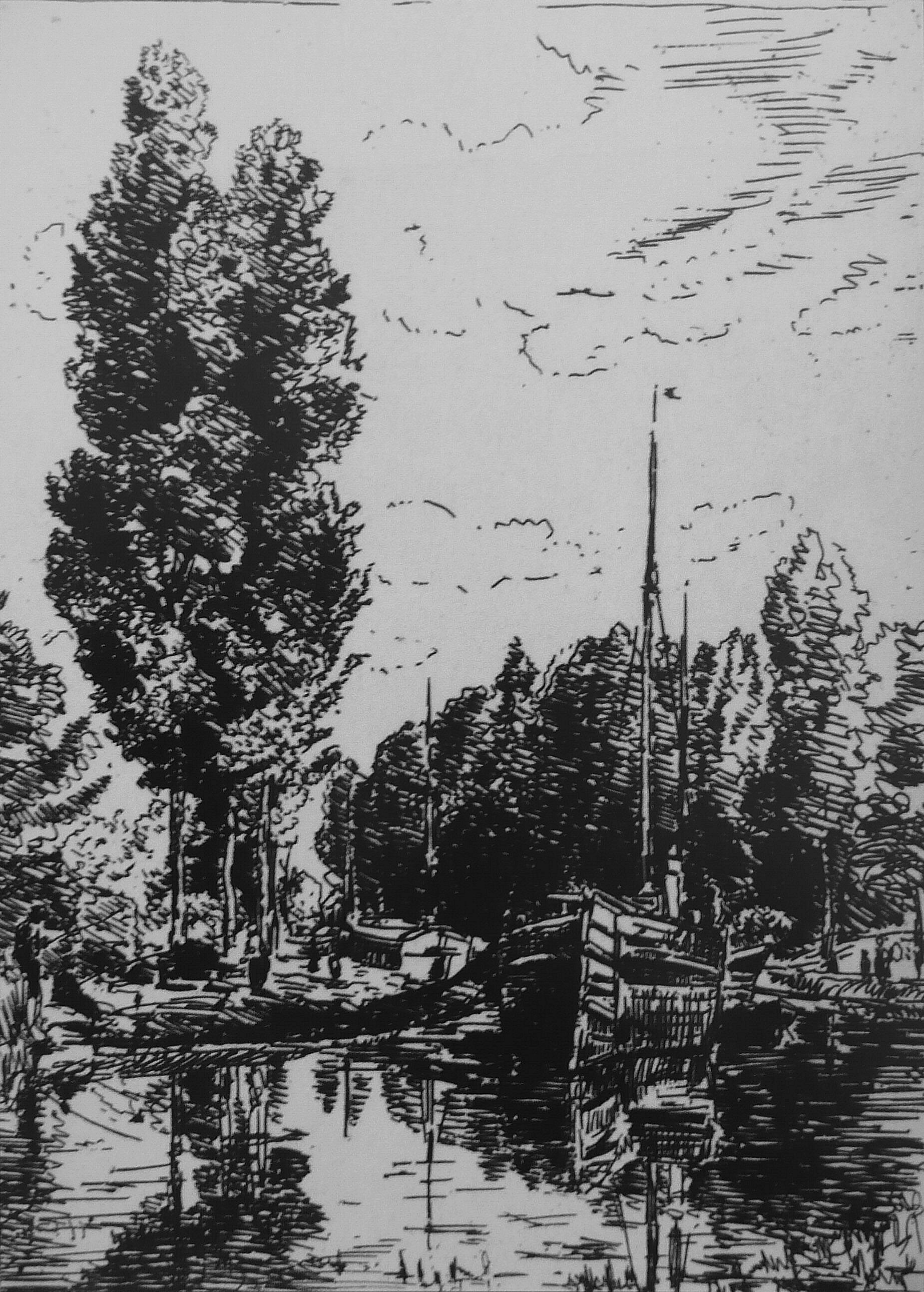
(作)Charles Desavary、原画はコロー
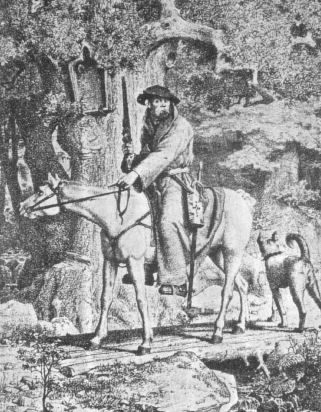
(作)ゲオルク・フォン・ローゼン
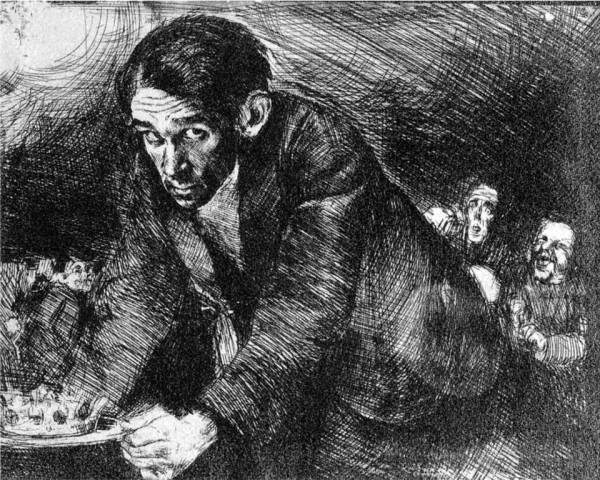
(作)ブルーノ・シュルツ
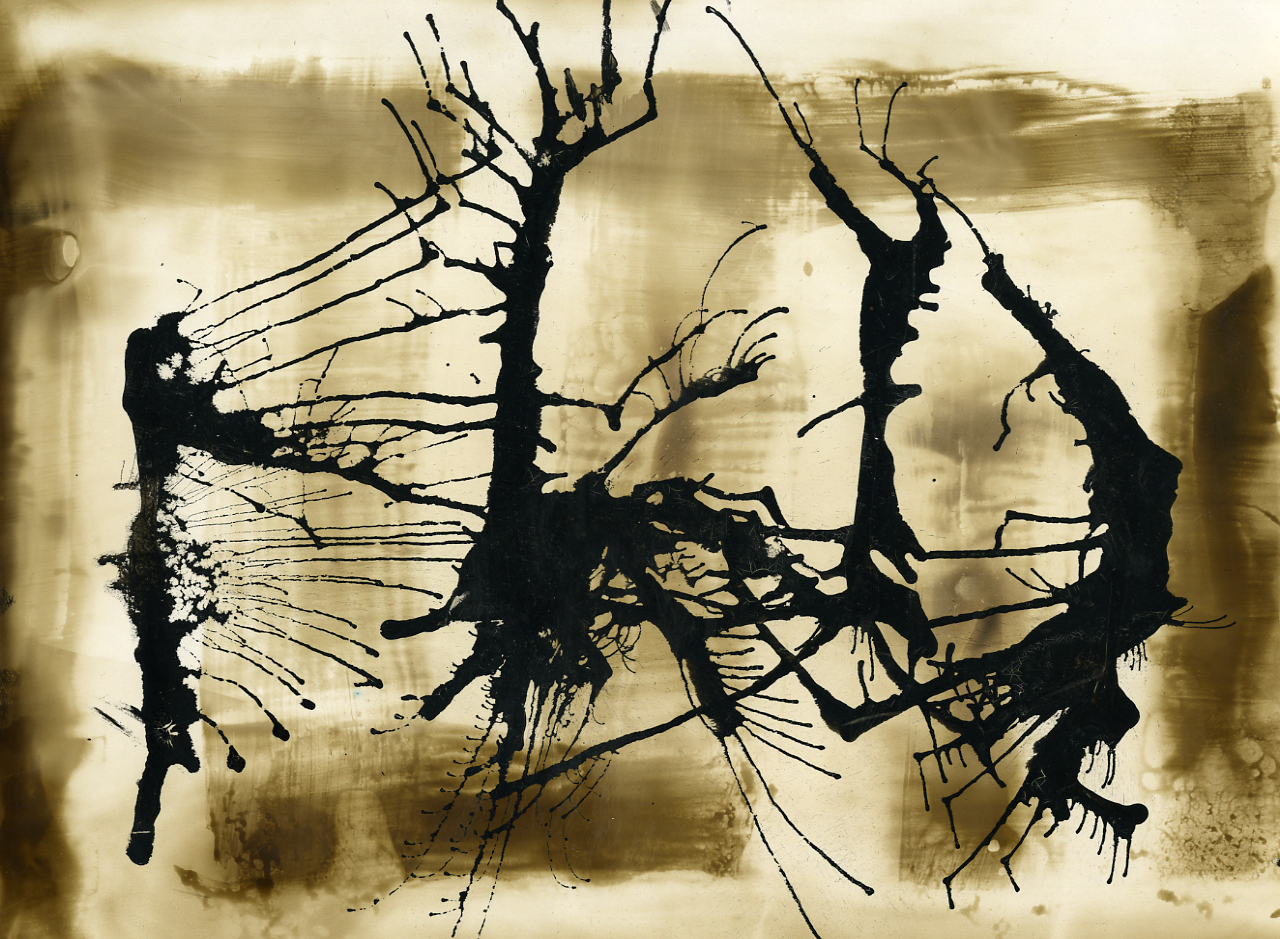
(作)パオロ・モンティ